# Wilhelm Rudolf Kutter
Wilhelm Rudolf Kutter (* 23. August 1818 in Ravensburg; † 6. Mai 1888 in Bern) war ein Ingenieur für Wasserbau und Kanalsysteme.
Zusammen mit Emile Ganguillet entwickelte er eine empirische Fließformel zur Berechnung der Wasserbewegung in Kanälen unter Berücksichtigung von Reibungsverlusten:
Die mittlere Flussgeschwindigkeit v wurde dargestellt als:
{\displaystyle v=c{\sqrt {RS}}},
in Abhängigkeit von
- dem mittleren hydraulischen Radius R
- dem Gefälle {\displaystyle S={\frac {h}{L}}}
  - der Fallhöhe h
  - der (diagonalen) Länge L des betrachteten Streckenabschnittes
- einer Proportionalitätskonstante {\displaystyle c={\frac {a+{\frac {l}{n}}+{\frac {m}{S}}}{1+(a+{\frac {m}{S}}){\frac {n}{\sqrt {R}}}}}}
  - empirischen Konstanten a, l und m; für das Metermaß wurden die Konstanten bestimmt als a = 23, l = 1,00 und m = 0,0155.
  - einem Koeffizienten n, der von der Rauheit des benetzen Umfanges abhängt; er nimmt Werte an zwischen
    - 0,010 (für Kanäle mit glatter Holz- oder Zementverkleidung) und
    - 0,030 (für Gewässer mit groben Geschiebe und Wasserpflanzen).

Kutter war beteiligt an der Ausführung Juragewässerkorrektion im Seeland bei Biel/Bienne. Als Dank erhielt er das Bürgerrecht von Biel/Bienne, wo es zu seinen Ehren ein Wilhelm-Kutter-Weg gibt. Die Familie ließ sich daraufhin in der Schweiz nieder; sein Sohn Hermann Kutter war ein bedeutender Schweizer Theologe.

## Hauptwerk
- E. Ganguillet, W. R. Kutter: Versuch zur Aufstellung einer neuen allgemeinen Formel für die gleichförmige Bewegung des Wassers in Canälen und Flüssen, gestützt auf die Resultate der in Frankreich vorgenommenen umfangreichen und sorgfältigen Untersuchungen und der in Nordamerika ausgeführten grossartigen Strommessungen. Bern 1877.